# Suddivisioni del Madagascar
Le suddivisioni del Madagascar si articolano su quattro distinti livelli:
- le province (in malgascio: faritany);
- le regioni (faritra);
- i distretti (departemanta, spesso noti anche con il nome precedente fivondronana, singolare fivondrona);
- i comuni urbani (firaisana o kaominina) e le frazioni o villaggi (fokontany).

## Nota terminologica
Diversi elementi contribuiscono a rendere complessa una descrizione esatta del sistema di ripartizione amministrativa del Madagascar: 
- dagli anni settanta in avanti, il nome di questi livelli amministrativi è stato espresso nei documenti ufficiali in malgascio, e la traduzione in francese, e quindi anche in italiano, non è univoca.
- il sistema delle suddivisioni amministrative malgascio è stato riformato a più riprese (vedi Storia), e spesso (anche nei siti istituzionali) vengono utilizzate denominazioni corrispondenti a diversi ordinamenti
- alcuni dei tipi di entità amministrative previste formalmente e ufficialmente non sono ancora del tutto realizzate.

## Storia
Nel 1960, la suddivisione amministrativa del Madagascar era basata sulla seguente gerarchia:
- province (provinces)
- prefetture (préfectures)
- sottoprefetture (sous-préfectures)
- cantoni (cantons)
- villaggi (villages)
- frazioni (hameaux)

Durante la Seconda Repubblica (1973-1992) il sistema amministrativo venne riformato, e le unità amministrative persero la denominazione francese, sostituita dal malgascio. Di seguito viene presentata questa nuova suddivisione; si osservi che la traduzione dei termini malgasci non è univoca.
- province (faritany)
- distretti (fivondronana o fivondronampokontany)
- comuni (firaisana o firaisampokontany)
- villaggi (fokontany)
- comunità rurali (fokonolona)

Dopo la stesura della nuova costituzione del 1992, nel 1994, l'Assemblea Nazionale riorganizzò nuovamente il sistema amministrativo, introducendo le regioni (faritra) come livello intermedio fra la provincia e il distretto, e una nuova nomenclatura per i livelli successivi. In pratica, le entità amministrative a cui i malgasci fanno più spesso riferimento sono le province e le fivondrona (che oggi, a rigore, dovrebbero essere sostituite dai departemanta).

## Province del Madagascar (faritany)

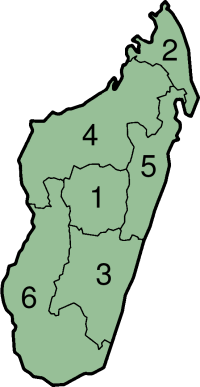
1) Antanarivo 2) Antsiranana 3) Fianarantsoa 4) Mahajanga 5) Toamasina 6) Toliara

Le province sono state abolite con la costituzione del 2007 e la creazione delle regioni del Madagascar, tuttavia sono elencate ancora 6 province autonome (faritany):
| Provincia    | ISO | FIPS | Popolazione | Area    | Capoluogo    |
| ------------ | --- | ---- | ----------- | ------- | ------------ |
| Antananarivo | T   | MA05 | 4.580.788   | 58.283  | Antananarivo |
| Antsiranana  | D   | MA01 | 1.188.425   | 43.046  | Antsiranana  |
| Fianarantsoa | F   | MA02 | 3.366.291   | 102.373 | Fianarantsoa |
| Mahajanga    | M   | MA03 | 1.733.917   | 150.023 | Mahajanga    |
| Toamasina    | A   | MA04 | 2.593.063   | 71.911  | Toamasina    |
| Toliara      | U   | MA06 | 2.229.550   | 161.405 | Toliara      |

## Regioni del Madagascar (faritra)
Il Madagascar è diviso in 22 regioni (faritra):

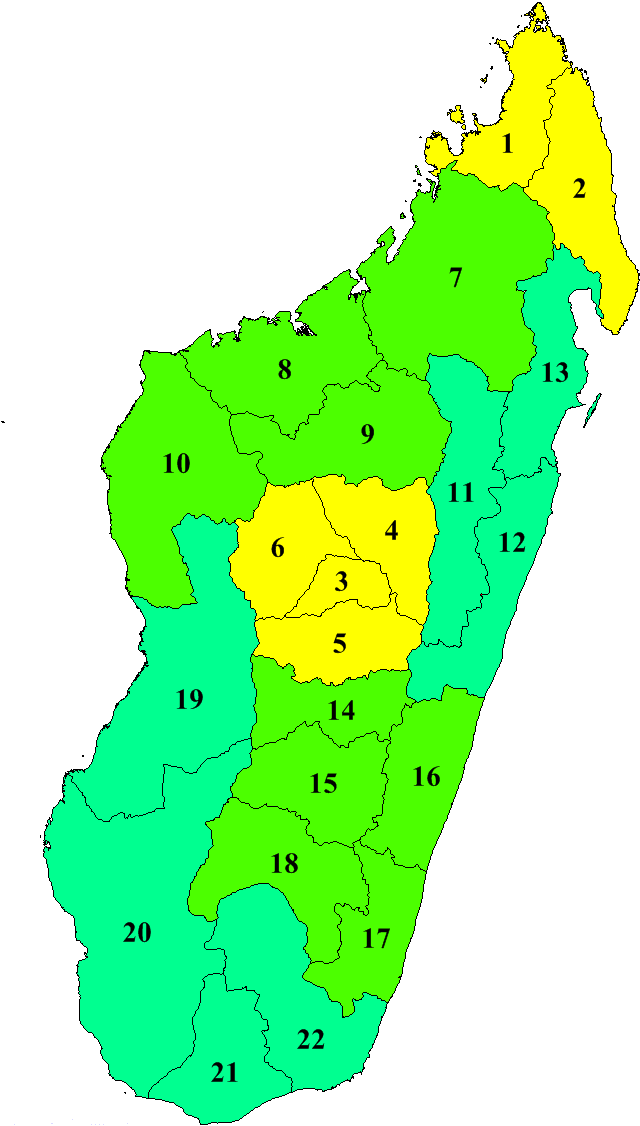
Legenda: vedi tabella a fianco

| n. | Regione             | Provincia    | Capoluogo       | Abitanti  | Superf. (km²) |
| -- | ------------------- | ------------ | --------------- | --------- | ------------- |
| 1  | Diana               | Antsiranana  | Antsiranana     | 485 800   | 19 266        |
| 2  | Sava                | Antsiranana  | Sambava         | 805 300   | 25 518        |
| 3  | Itasy               | Antananarivo | Miarinarivo     | 643 000   | 6 993         |
| 4  | Analamanga          | Antananarivo | Antananarivo    | 2 811 500 | 16 911        |
| 5  | Vakinankaratra      | Antananarivo | Antsirabe       | 1 589 800 | 16 599        |
| 6  | Bongolava           | Antananarivo | Tsiroanomandidy | 326 600   | 16 688        |
| 7  | Sofia               | Mahajanga    | Antsohihy       | 940 800   | 50 100        |
| 8  | Boeny               | Mahajanga    | Mahajanga       | 543 200   | 31 046        |
| 9  | Betsiboka           | Mahajanga    | Maevatanana     | 236 500   | 30 025        |
| 10 | Melaky              | Mahajanga    | Maintirano      | 175 500   | 38 852        |
| 11 | Alaotra Mangoro     | Toamasina    | Ambatondrazaka  | 877 700   | 31 948        |
| 12 | Atsinanana          | Toamasina    | Toamasina       | 1 117 100 | 21 934        |
| 13 | Analanjirofo        | Toamasina    | Fenerive Est    | 860 800   | 21 930        |
| 14 | Amoron'i Mania      | Fianarantsoa | Ambositra       | 693 200   | 16 141        |
| 15 | Haute Matsiatra     | Fianarantsoa | Fianarantsoa    | 1 128 900 | 21 080        |
| 16 | Vatovavy-Fitovinany | Fianarantsoa | Manakara        | 1 097 700 | 19 605        |
| 17 | Atsimo - Atsinanana | Fianarantsoa | Farafangana     | 621 200   | 18 863        |
| 18 | Ihorombe            | Fianarantsoa | Ihosy           | 189 200   | 26 391        |
| 19 | Menabe              | Toliara      | Morondava       | 390 800   | 46 121        |
| 20 | Atsimo-Andrefana    | Toliara      | Toliara         | 1 018 500 | 66 236        |
| 21 | Androy              | Toliara      | Ambovombe       | 476 600   | 19 317        |
| 22 | Anosy               | Toliara      | Tolagnaro       | 544 200   | 25 731        |

## Distretti del Madagascar (fivondronana)

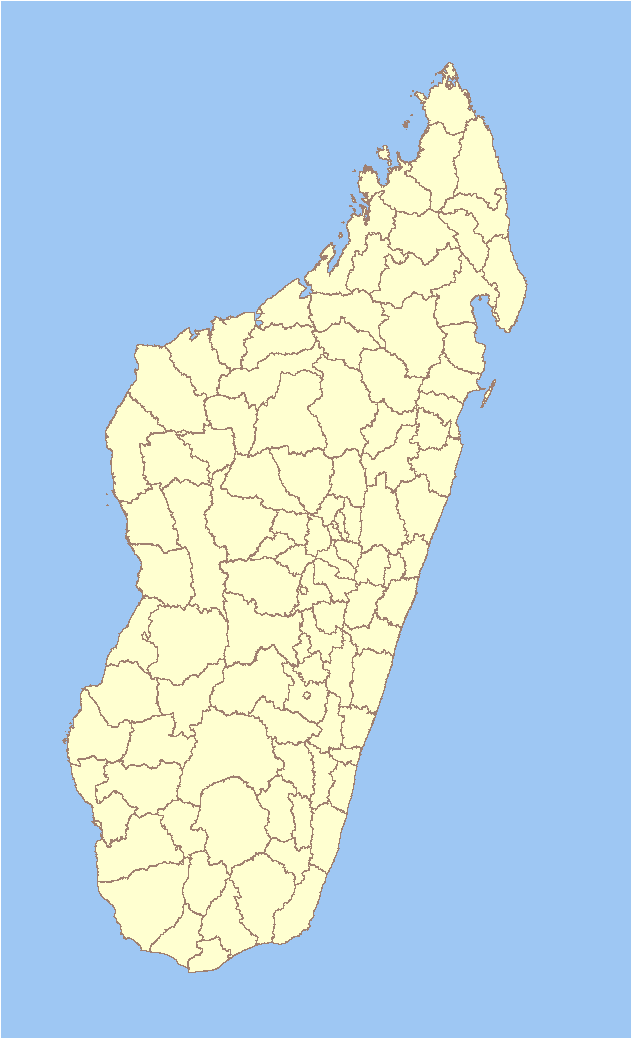
Distretti del Madagascar

I distretti del Madagascar (fivondronana o departemanta)  sono suddivisioni amministrative di terzo livello, collocate gerarchicamente dopo le province e le regioni. Sono complessivamente 111. Ogni distretto può comprendere a sua volta diversi comuni urbani e rurali (kaominina), con l'eccezione dei distretti delle grandi aree urbane che in genere comprendono un solo comune.

## Comuni del Madagascar
In applicazione dell'articolo 83 della Costituzione del Madagascar, il Decreto n° 95-381 del 26 maggio 1995 ha suddiviso i comuni malgasci (kaominina) in comuni urbani e comuni rurali.
Al 2001, i comuni in totale erano 1395.

### Comuni urbani
I comuni urbani del Madagascar sono 45:
- Ambalavao
- Ambanja
- Ambatolampy
- Ambatondrazaka
- Ambilobe
- Ambohimahasoa
- Ambositra
- Andapa
- Antalaha
- Antananarivo
- Antsirabe
- Antsiranana
- Antsohihy
- Arivonimamo
- Befandriana-Avaratra
- Betroka
- Boriziny
- Farafangana
- Fenerive Est
- Fianarantsoa
- Ihosy
- Maevatanana
- Mahabo
- Mahajanga
- Maintirano
- Mampikony
- Manakara
- Mananjary
- Mandritsara
- Maroantsetra
- Marovoay
- Miarinarivo
- Moramanga
- Morombe
- Morondava
- Nosy Be
- Sainte-Marie
- Sambava
- Tolagnaro
- Toamasina
- Toliara
- Tsiroanomandidy
- Vangaindrano
- Vatomandry
- Vohemar